# Vinzieux
Vinzieux é uma comuna francesa na região administrativa de Auvérnia-Ródano-Alpes, no departamento de Ardèche. Estende-se por uma área de 6,87 km². Em 2010 a comuna tinha 456 habitantes (densidade: 66,4 hab./km²).